# نیکولای کروکوف
نیکولای کروکوف (روسی: Никола́й Крю́ков؛ ۸ ژوئیهٔ ۱۹۱۵ – ۱۷ آوریل ۱۹۹۳) بازیگر اهل اتحاد جماهیر شوروی سوسیالیستی بود. وی بین سال‌های ۱۹۳۶ تا ۱۹۹۲ میلادی فعالیت می‌کرد.
از فیلم‌ها یا برنامه‌های تلویزیونی که وی در آن نقش داشته است می‌توان به ماجراهای شرلوک هلمز و دکتر واتسون، آنا پاولوا و جزیره گنج اشاره کرد.
از افتخارات وی، دریافت نشانِ «هنرمند شایسته اتحاد جماهیر شوروی سوسیالیستی» بود.